# Rodelen op de Olympische Winterspelen 2014
Rodelen is een van de sporten die beoefend werden tijdens de Olympische Winterspelen 2014 in Sotsji. De wedstrijden werden op de Sankirodelbaan gehouden.
Nieuw op het programma was de estafette, waarbij ieder land vertegenwoordigt werd door een man, een vrouw en een dubbel.

## Wedstrijdschema
| Datum       | Lokale tijd | MET   | Mannen                   | Vrouwen                  |
| ----------- | ----------- | ----- | ------------------------ | ------------------------ |
| 07 februari | 20:00       | 17:00 | Openingsceremonie        | Openingsceremonie        |
| 08 februari | 18:30       | 15:30 | Individueel (run 1 en 2) |                          |
| 09 februari | 18:30       | 15:30 | Individueel (run 3 en 4) |                          |
| 10 februari | 18:30       | 15:30 |                          | Individueel (run 1 en 2) |
| 11 februari | 18:30       | 15:30 |                          | Individueel (run 3 en 4) |
| 12 februari | 18:30       | 15:30 | Dubbels (run 1 en 2)     |                          |
| 13 februari | 18:30       | 15:30 | Estafette                | Estafette                |
| 23 februari | 20:00       | 17:00 | Sluitingsceremonie       | Sluitingsceremonie       |

## Medailles

### Medaillewinnaars
| Onderdeel | Goud                                                               | Goud                                                               | Zilver                                                                         | Zilver                                                                         | Brons                                                       | Brons                                                       |
| --------- | ------------------------------------------------------------------ | ------------------------------------------------------------------ | ------------------------------------------------------------------------------ | ------------------------------------------------------------------------------ | ----------------------------------------------------------- | ----------------------------------------------------------- |
| Mannen    | GER                                                                | Felix Loch                                                         | RUS                                                                            | Albert Demtsjenko                                                              | ITA                                                         | Armin Zöggeler                                              |
| Vrouwen   | GER                                                                | Natalie Geisenberger                                               | GER                                                                            | Tatjana Hüfner                                                                 | USA                                                         | Erin Hamlin                                                 |
| Dubbels   | GER                                                                | Tobias Wendl Tobias Arlt                                           | AUT                                                                            | Andreas Linger Wolfgang Linger                                                 | LAT                                                         | Andris Šics Juris Šics                                      |
| Estafette | Duitsland Natalie Geisenberger Felix Loch Tobias Wendl Tobias Arlt | Duitsland Natalie Geisenberger Felix Loch Tobias Wendl Tobias Arlt | Rusland Tatjana Ivanova Albert Demtsjenko Alexander Denisjev Vladislav Antonov | Rusland Tatjana Ivanova Albert Demtsjenko Alexander Denisjev Vladislav Antonov | Letland Elīza Tīruma Mārtiņš Rubenis Andris Šics Juris Šics | Letland Elīza Tīruma Mārtiņš Rubenis Andris Šics Juris Šics |

### Medaillespiegel
| Plaats | Land             | NOC    | Goud | Zilver | Brons | Totaal |
| ------ | ---------------- | ------ | ---- | ------ | ----- | ------ |
| 1      | Duitsland        | GER    | 4    | 1      | 0     | 5      |
| 2      | Rusland          | RUS    | 0    | 2      | 0     | 2      |
| 3      | Oostenrijk       | AUT    | 0    | 1      | 0     | 1      |
| 4      | Letland          | LAT    | 0    | 0      | 2     | 2      |
| 5      | Italië           | ITA    | 0    | 0      | 1     | 1      |
| "      | Verenigde Staten | USA    | 0    | 0      | 1     | 1      |
| Totaal | Totaal           | Totaal | 4    | 4      | 4     | 12     |